# رمی نیکول
رمی نیکول (انگلیسی: Remi Nicole Wilson؛ زادهٔ ۶ آوریل ۱۹۸۳) یک ترانه‌سرا-خواننده و هنرپیشه اهل انگلستان است.